# Droizy
Droizy est une commune française située dans le département de l'Aisne en région Hauts-de-France.

## Géographie

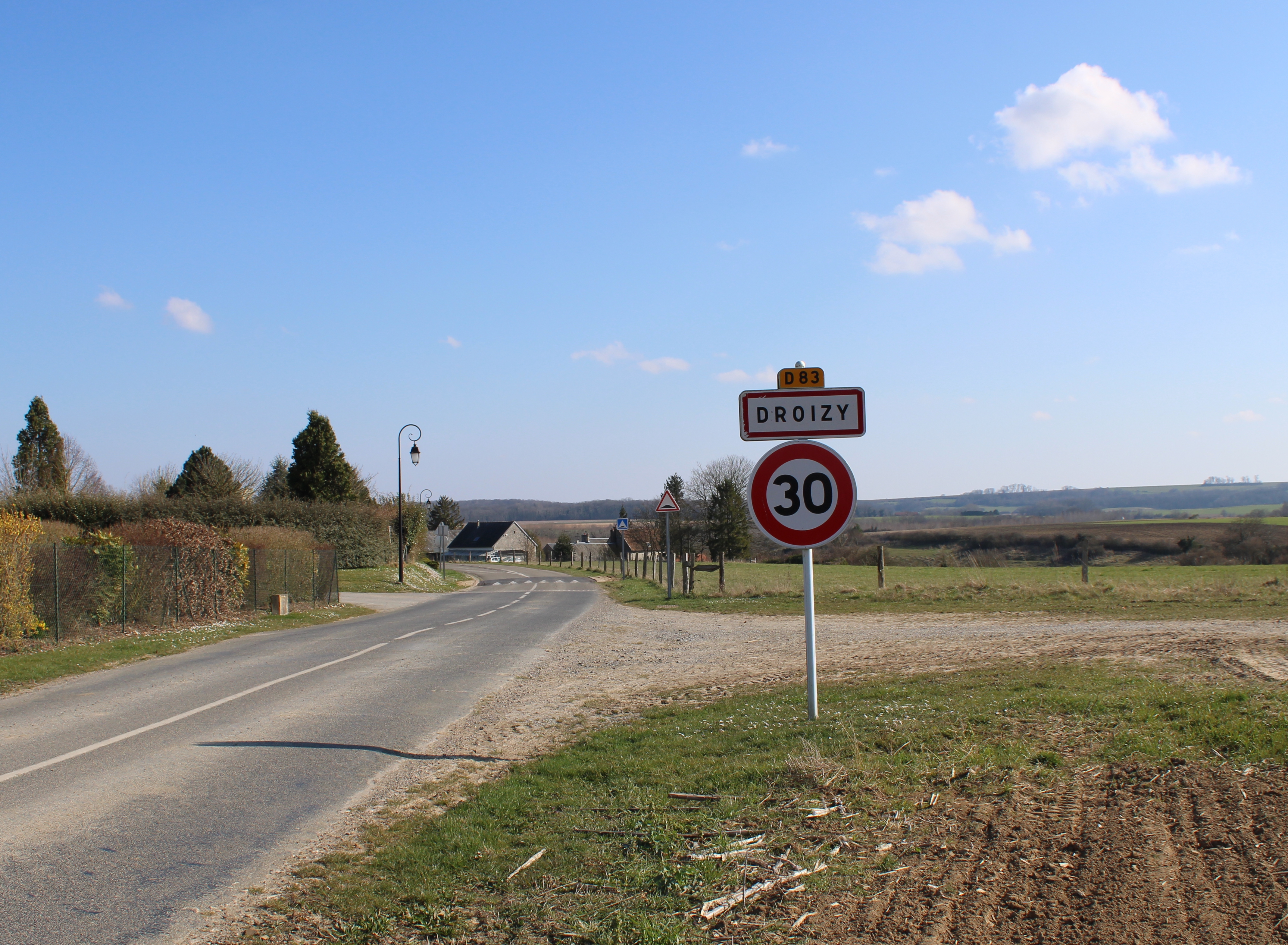
Entrée du village.

### Localisation
Droizy est à 14 kilomètres au sud de Soissons. La préfecture de l'Aisne, Laon, est à 50 kilomètres au nord-est de Droizy.

### Communes limitrophes

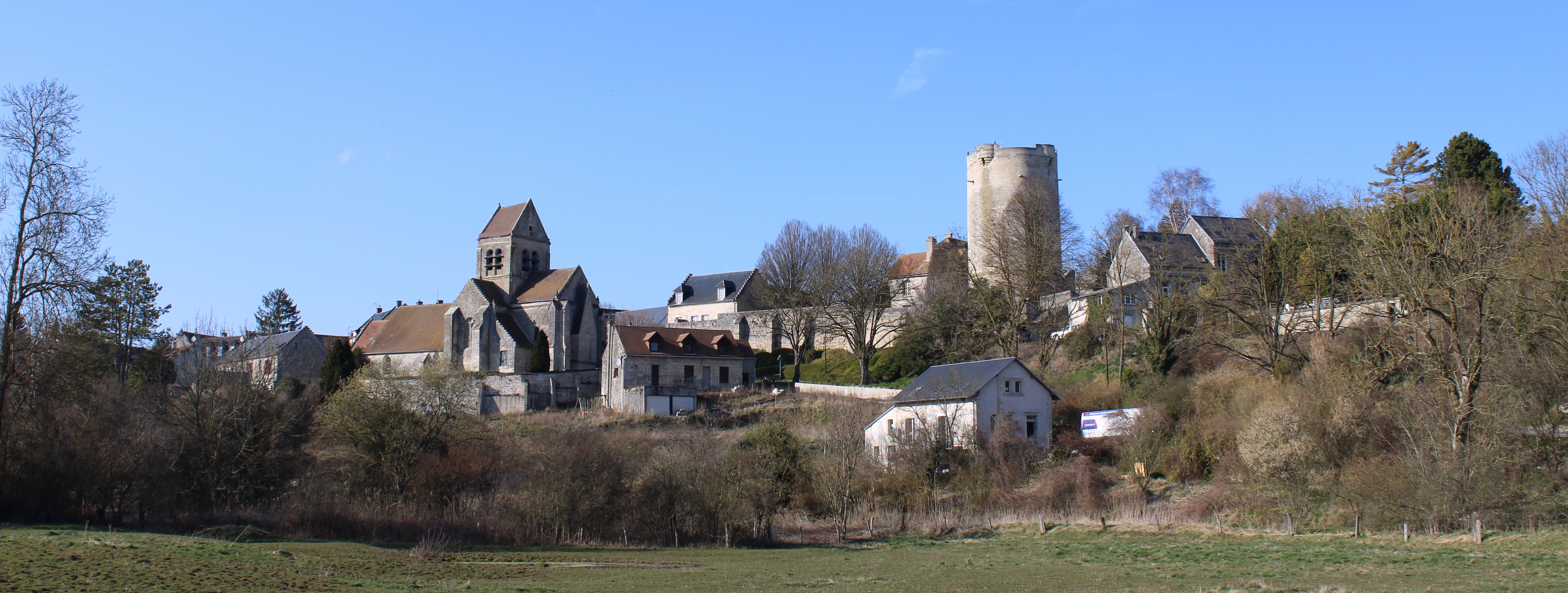
Panorama du village depuis la vallée.

### Hydrographie
La commune est située dans le bassin Seine-Normandie. Elle est drainée par la Crise,.
La Crise, d'une longueur de 26 km, prend sa source dans la commune de Arcy-Sainte-Restitue et se jette  dans l'Aisne à Soissons, après avoir traversé huit communes.

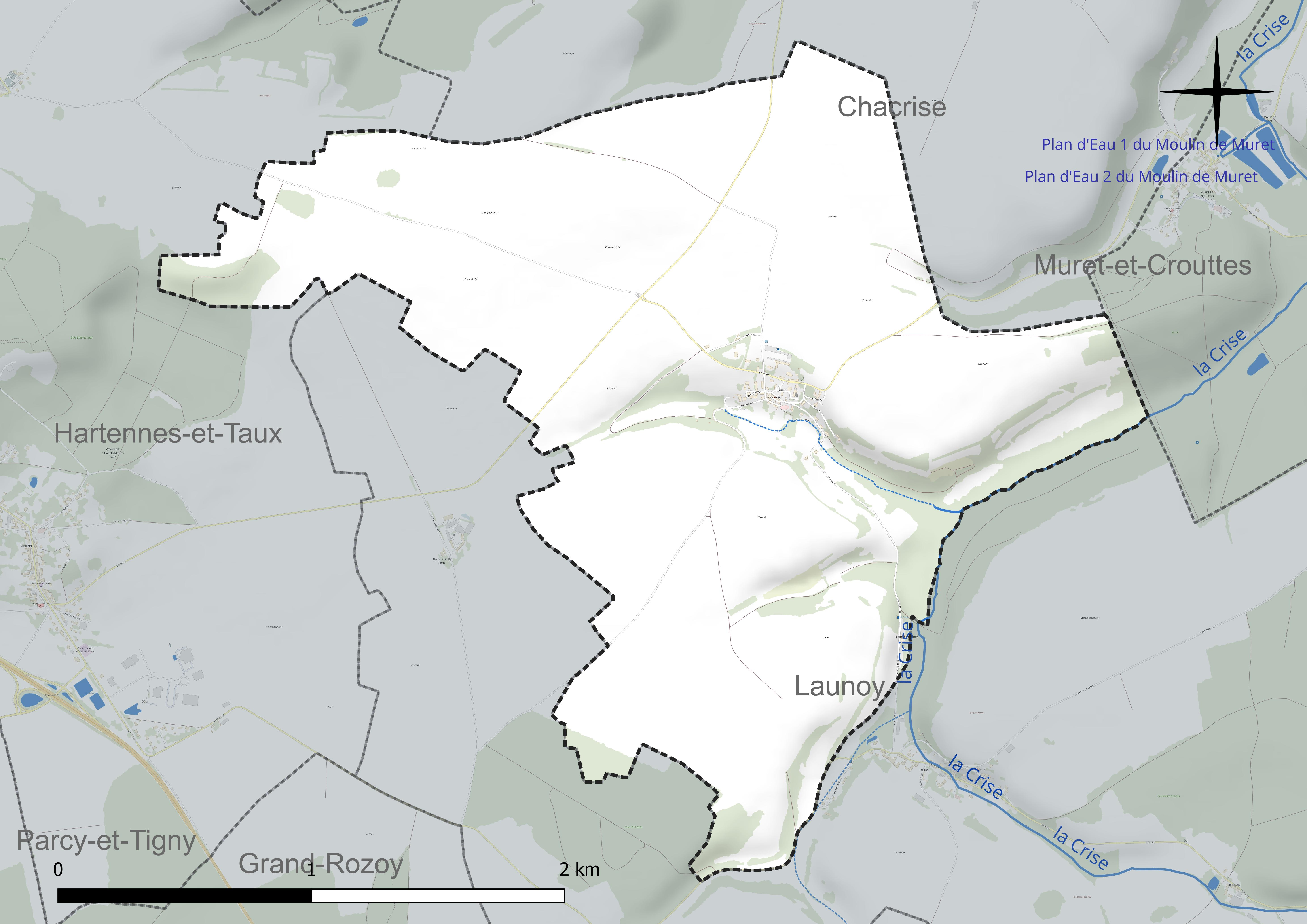
Réseau hydrographique de Droizy.

### Climat
Pour des articles plus généraux, voir Climat des Hauts-de-France et Climat de l'Aisne.
En 2010, le climat de la commune est de type climat océanique dégradé des plaines du Centre et du Nord, selon une étude du CNRS s'appuyant sur une série de données couvrant la période 1971-2000. En 2020, Météo-France publie une typologie des climats de la France métropolitaine dans laquelle la commune est exposée à un climat océanique altéré et est dans la région climatique Nord-est du bassin Parisien, caractérisée par un ensoleillement médiocre, une pluviométrie moyenne régulièrement répartie au cours de l'année et un hiver froid (3 °C).
Pour la période 1971-2000, la température annuelle moyenne est de 10,4 °C, avec une amplitude thermique annuelle de 14,9 °C. Le cumul annuel moyen de précipitations est de 720 mm, avec 12,2 jours de précipitations en janvier et 8,7 jours en juillet. Pour la période 1991-2020, la température moyenne annuelle observée sur la station météorologique la plus proche, située sur la commune de Braine à 12 km à vol d'oiseau, est de 11,3 °C et le cumul annuel moyen de précipitations est de 662,7 mm,. Pour l'avenir, les paramètres climatiques de la commune estimés pour 2050 selon différents scénarios d'émission de gaz à effet de serre sont consultables sur un site dédié publié par Météo-France en novembre 2022.

### Galerie

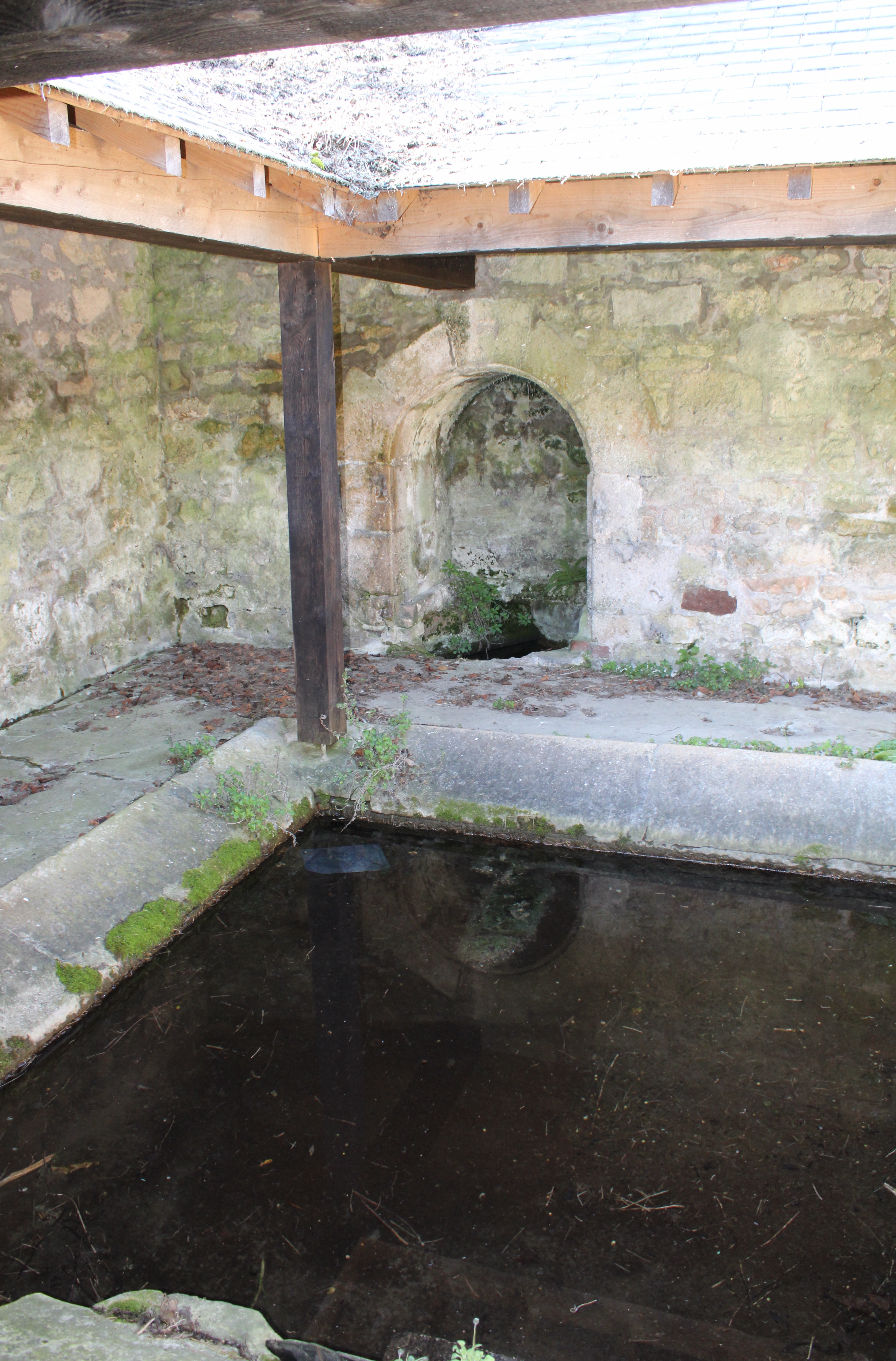
Intérieur du vieux lavoir.
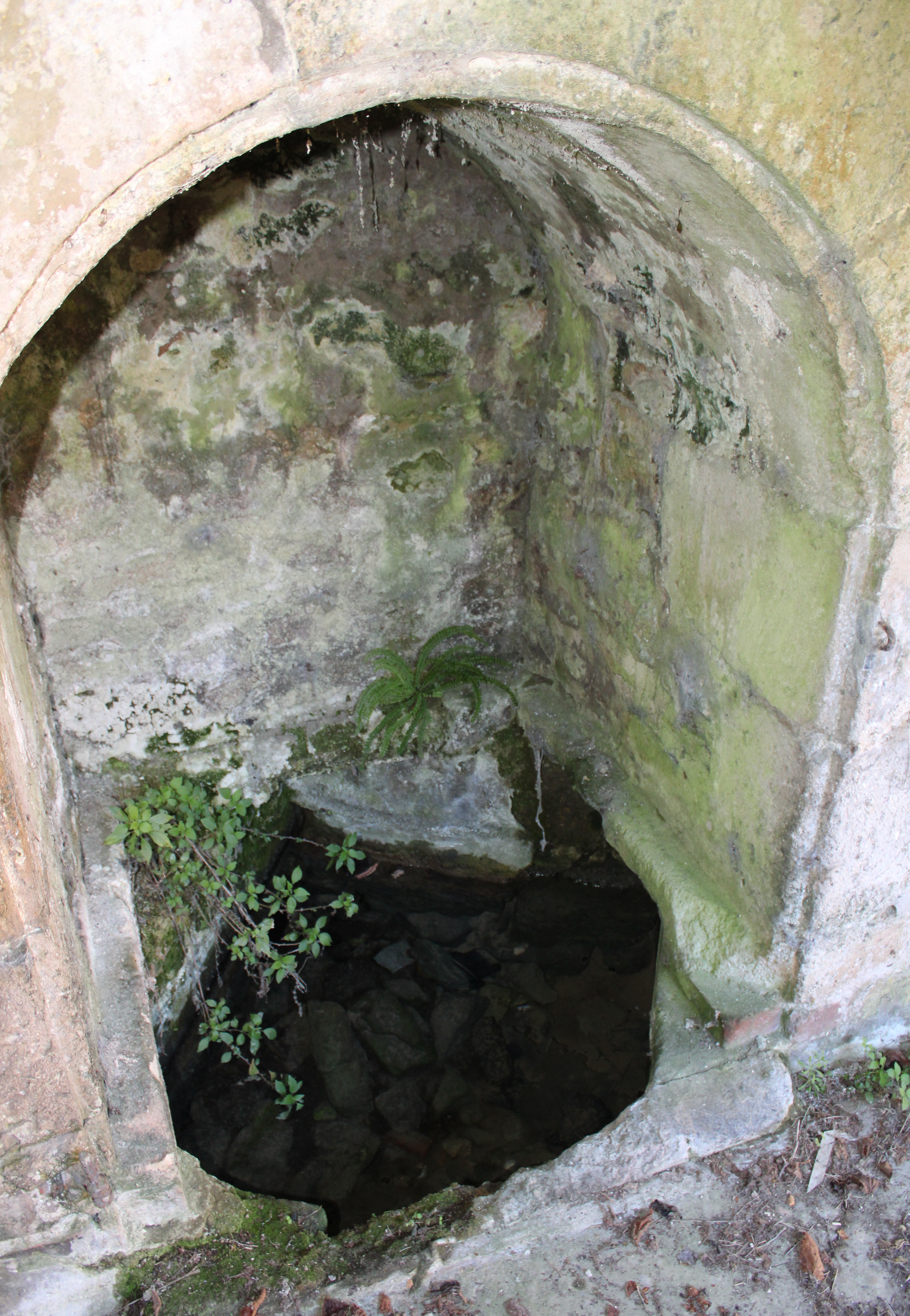
Source à faible débit qui alimente le lavoir.

## Urbanisme

### Typologie
Au 1er janvier 2024, Droizy est catégorisée commune rurale à habitat dispersé, selon la nouvelle grille communale de densité à 7 niveaux définie par l'Insee en 2022.
Elle est située hors unité urbaine. Par ailleurs la commune fait partie de l'aire d'attraction de Soissons, dont elle est une commune de la couronne,. Cette aire, qui regroupe 92 communes, est catégorisée dans les aires de 50 000 à moins de 200 000 habitants,.

### Occupation des sols
L'occupation des sols de la commune, telle qu'elle ressort de la base de données européenne d'occupation biophysique des sols Corine Land Cover (CLC), est marquée par l'importance des territoires agricoles (94 % en 2018), une proportion identique à celle de 1990 (94 %). La répartition détaillée en 2018 est la suivante : 
terres arables (82,8 %), prairies (10,5 %), forêts (6 %), zones agricoles hétérogènes (0,7 %).
L'évolution de l'occupation des sols de la commune et de ses infrastructures peut être observée sur les différentes représentations cartographiques du territoire : la carte de Cassini (XVIIIe siècle), la carte d'état-major (1820-1866) et les cartes ou photos aériennes de l'IGN pour la période actuelle (1950 à aujourd'hui).

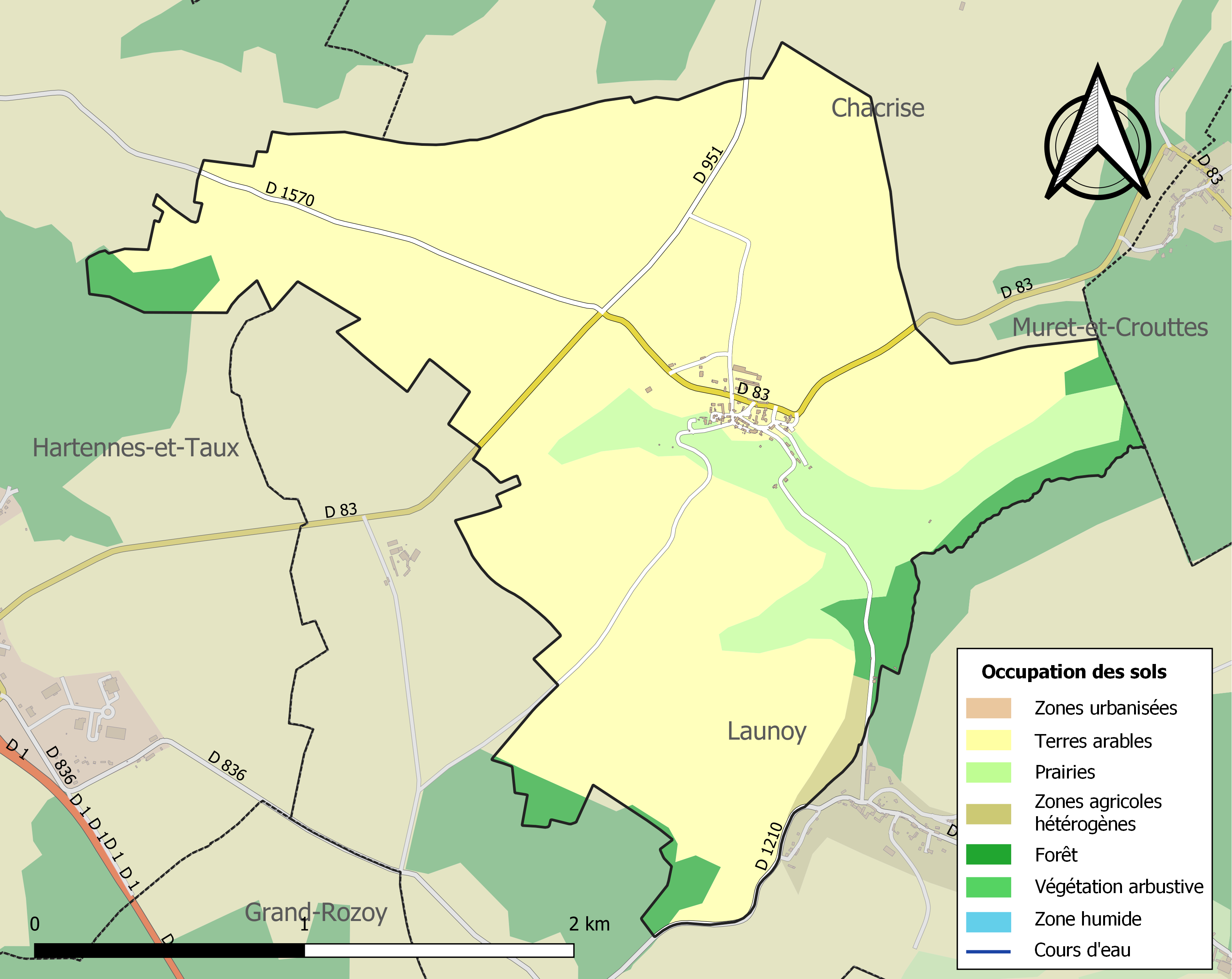
Carte des infrastructures et de l'occupation des sols de la commune en 2018 (CLC).

### Habitat et logement
En 	2018	, le nombre total de logements dans la commune était de 43, alors qu'il était de 40	en 	2013	 et de 	40 en 	2008	.																						
Parmi ces logements, 74,6	 % étaient des résidences principales, 	16,2	 % des résidences secondaires et 9,2 % des logements vacants. Ces logements étaient tous des maisons individuelles.																						
Le tableau ci-dessous présente la typologie des logements à Droizy en 2018 en comparaison avec celle de l'Aisne et de la France entière. Une caractéristique marquante du parc de logements est ainsi une proportion de résidences secondaires et logements occasionnels (16,2 %) supérieure à celle du département (3,5 %) et à celle de la France entière (9,7 %). Concernant le statut d'occupation de ces logements, 83,9 % des habitants de la commune sont propriétaires de leur logement (82,4 % en 2013), contre 61,6 % pour l'Aisne et 57,5 pour la France entière.
| Typologie                                               | Droizy | Aisne | France entière |
| ------------------------------------------------------- | ------ | ----- | -------------- |
| Résidences principales (en %)                           | 74,6   | 86,7  | 82,1           |
| Résidences secondaires et logements occasionnels (en %) | 16,2   | 3,5   | 9,7            |
| Logements vacants (en %)                                | 9,2    | 9,8   | 8,2            |

## Toponymie
Le nom de la localité est attesté sous les formes Truceie (593) ; Trueia ; Droisiacus (1138) ; Droseius (1139) ; Droisy (1226) ; Droisi (1229) ; Droysi, Droysiacum (1244) ; Troissi (1361).
Du nom roman traucum, passé dans la langue germanique sous le sens de « lieu de passage », et qui serait justifié en l'espèce par la localisation au Moyen Âge du village de Droizy à la limite entre la Champagne et le royaume de France. Ce sens est à rapprocher des communes de Droisy dans l'Eure, de Truchtersheim dans le Bas-Rhin, ou de Troisdorf en Rhénanie-du-Nord-Westphalie en Allemagne (anciennement Truhtesdorf).

## Histoire
Théâtre d'une victoire en 593 de Frédégonde sur Childebert II, roi d'Austrasie. Le lieu de la bataille est nommé Truciago en latin médiéval par l'auteur du Liber historiæ Francorum, probablement originaire du pays selon Godefroid Kurth.

## Politique et administration

### Rattachements administratifs et électoraux
La commune se trouve dans l'arrondissement de Soissons du département de l'Aisne. Pour l'élection des députés, elle fait partie depuis 1958 de la cinquième circonscription de l'Aisne.
Elle faisait partie depuis 1801 du canton d'Oulchy-le-Chateau. Dans le cadre du redécoupage cantonal de 2014 en France, la commune a intégré le canton de Villers-Cotterêts.

### Intercommunalité
La commune est membre de la petite communauté de communes du canton d'Oulchy-le-Château, créée fin 1994.

### Administration municipale
Le nombre d'habitants de la commune étant inférieur à 100, le nombre de membres du conseil municipal est de 7.

### Liste des maires
| Période                                  | Période                       | Identité              | Étiquette          | Qualité |
| ---------------------------------------- | ----------------------------- | --------------------- | ------------------ | --- |
| avant 1874                               | 1875                          | M. Desouche           |                    | |
| Les données manquantes sont à compléter. |                               |                       |                    | |
| 1958                                     | septembre 2021                | Paul Girod            | RDSE puis UMP → LR | Agriculteur retraité, ingénieur agronome de formation Sénateur de l'Aisne (1978 → 2008) Conseiller général d'Oulchy-le-Château (1972 → 2001) Conseiller régional de Picardie (1973 → 1988) Président du conseil général de l'Aisne (1988 → 1998) Décédé en fonction |
| décembre 2021                            | En cours (au 14 juillet 2022) | Pierre-Emmanuel Girod |                    | Agriculteur et premier adjoint de 2020 à 2021 Petit-fils du précédent maire |

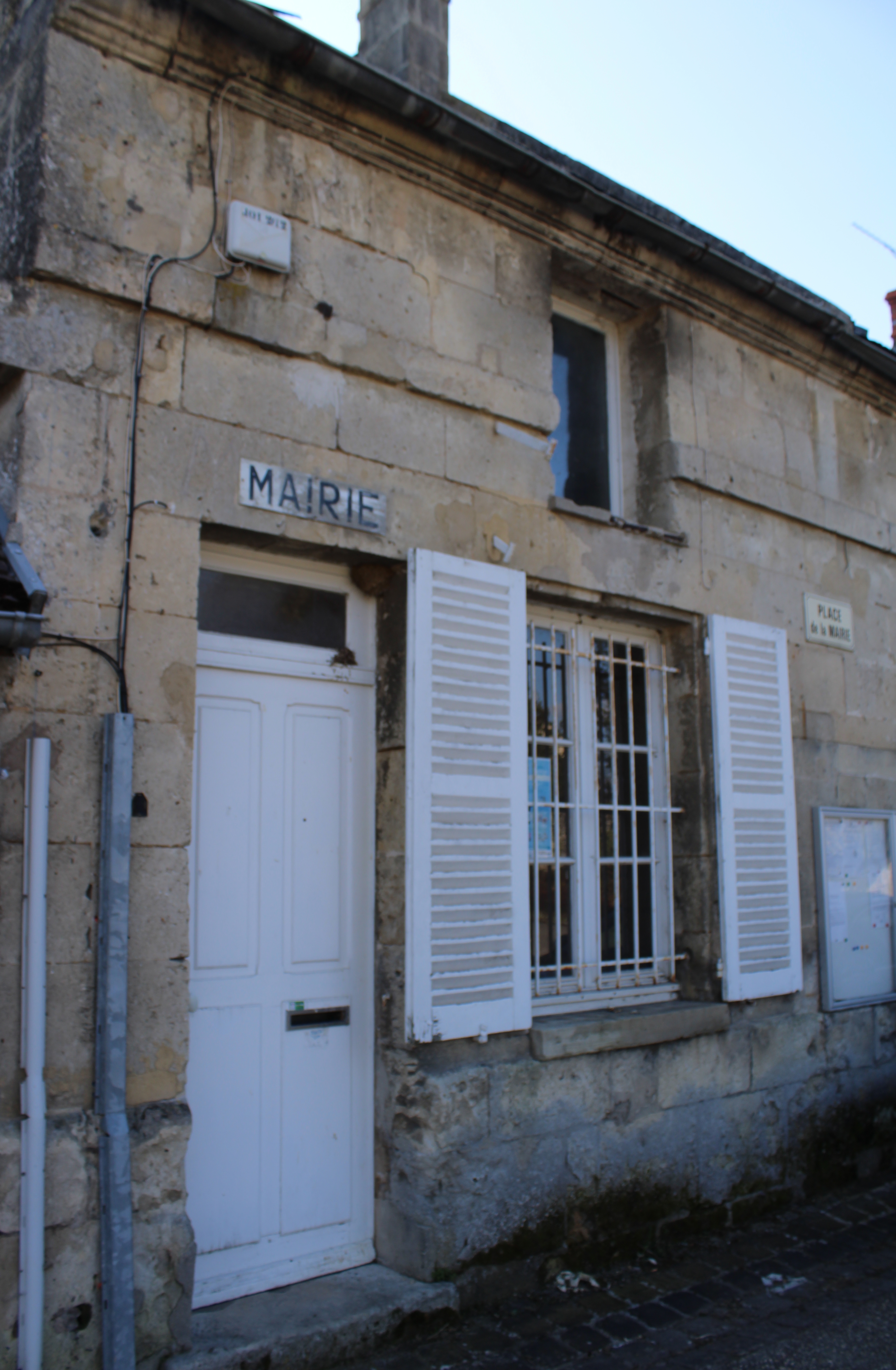
La mairie.

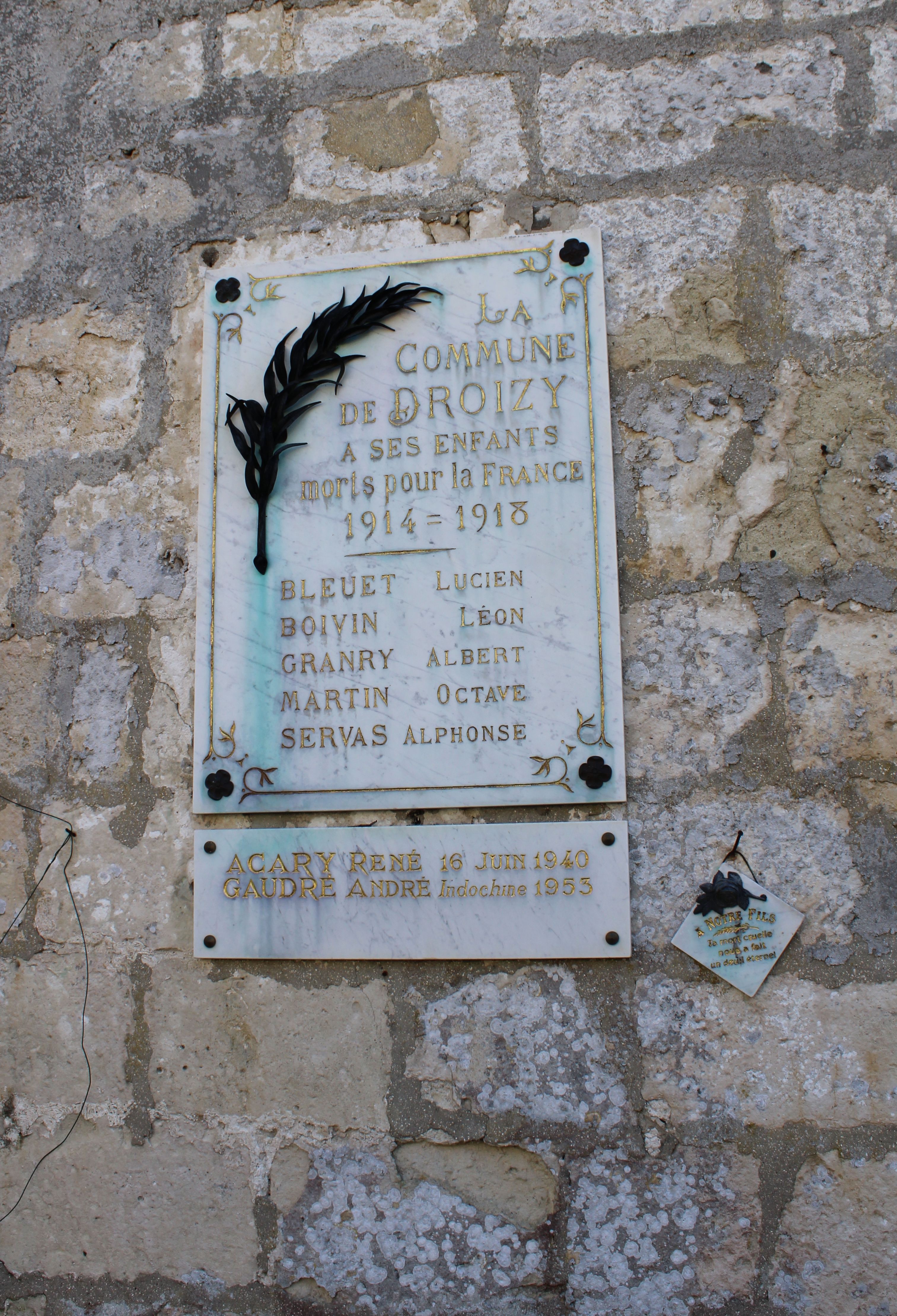
Plaque monument aux morts sur le mur de l'église.

Paul Girod aurait été, à sa mort, le plus ancien maire français en exercice, avec 63 ans de mandats ininterrompus.

## Démographie
L'évolution du nombre d'habitants est connue à travers les recensements de la population effectués dans la commune depuis 1793. Pour les communes de moins de 10 000 habitants, une enquête de recensement portant sur toute la population est réalisée tous les cinq ans, les populations de référence des années intermédiaires étant quant à elles estimées par interpolation ou extrapolation. Pour la commune, le premier recensement exhaustif entrant dans le cadre du nouveau dispositif a été réalisé en 2006.

En 2022, la commune comptait 75 habitants, en évolution de +1,35 % par rapport à 2016 (Aisne : −1,97 %, France hors Mayotte : +2,11 %).
| 1793 | 1800 | 1806 | 1821 | 1831 | 1836 | 1841 | 1846 | 1851 |
| ---- | ---- | ---- | ---- | ---- | ---- | ---- | ---- | ---- |
| 130  | 124  | 137  | 125  | 126  | 133  | 150  | 115  | 147  |

| 1856 | 1861 | 1866 | 1872 | 1876 | 1881 | 1886 | 1891 | 1896 |
| ---- | ---- | ---- | ---- | ---- | ---- | ---- | ---- | ---- |
| 124  | 129  | 125  | 155  | 128  | 149  | 117  | 122  | 114  |

| 1901 | 1906 | 1911 | 1921 | 1926 | 1931 | 1936 | 1946 | 1954 |
| ---- | ---- | ---- | ---- | ---- | ---- | ---- | ---- | ---- |
| 148  | 151  | 165  | 123  | 120  | 145  | 150  | 137  | 127  |

| 1962 | 1968 | 1975 | 1982 | 1990 | 1999 | 2006 | 2011 | 2016 |
| ---- | ---- | ---- | ---- | ---- | ---- | ---- | ---- | ---- |
| 104  | 85   | 87   | 66   | 66   | 79   | 78   | 74   | 74   |

| 2021 | 2022 | - | - | - | - | - | - | - |
| ---- | ---- | - | - | - | - | - | - | - |
| 76   | 75   | - | - | - | - | - | - | - |

## Culture locale et patrimoine

### Lieux et monuments

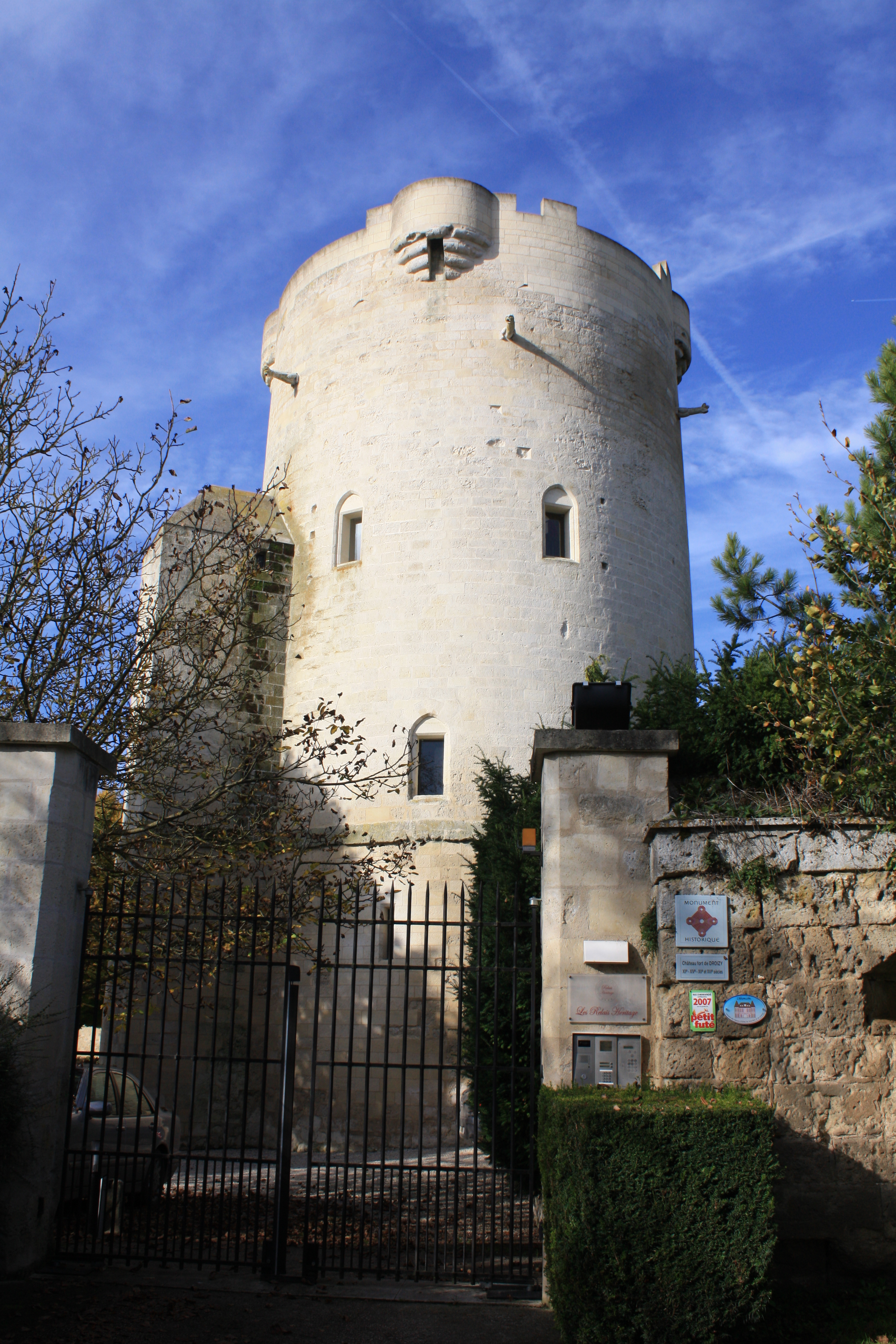
Vue Est du donjon de Droizy.

- Vestiges de l'ancien château : donjon cylindrique du XIIIe siècle, près de l'église[27], d'une hauteur de 22 mètres, qui a été inscrit partiellement au titre des monuments historiques en 1995 puis classé en 1997[Note 4],[28].

C'était une petite forteresse qui servit de demeure seigneuriale à La Hire compagnon de Jeanne d'Arc dans un premier temps[réf. nécessaire].
Devenue exploitation agricole au XVIIe siècle, elle est détruite en grande partie en 1886.
- L'église Saint-Rémy de Droizy, des XIIe et XVIe siècles, en partie romane, est inscrite au titre des monuments historiques[29].

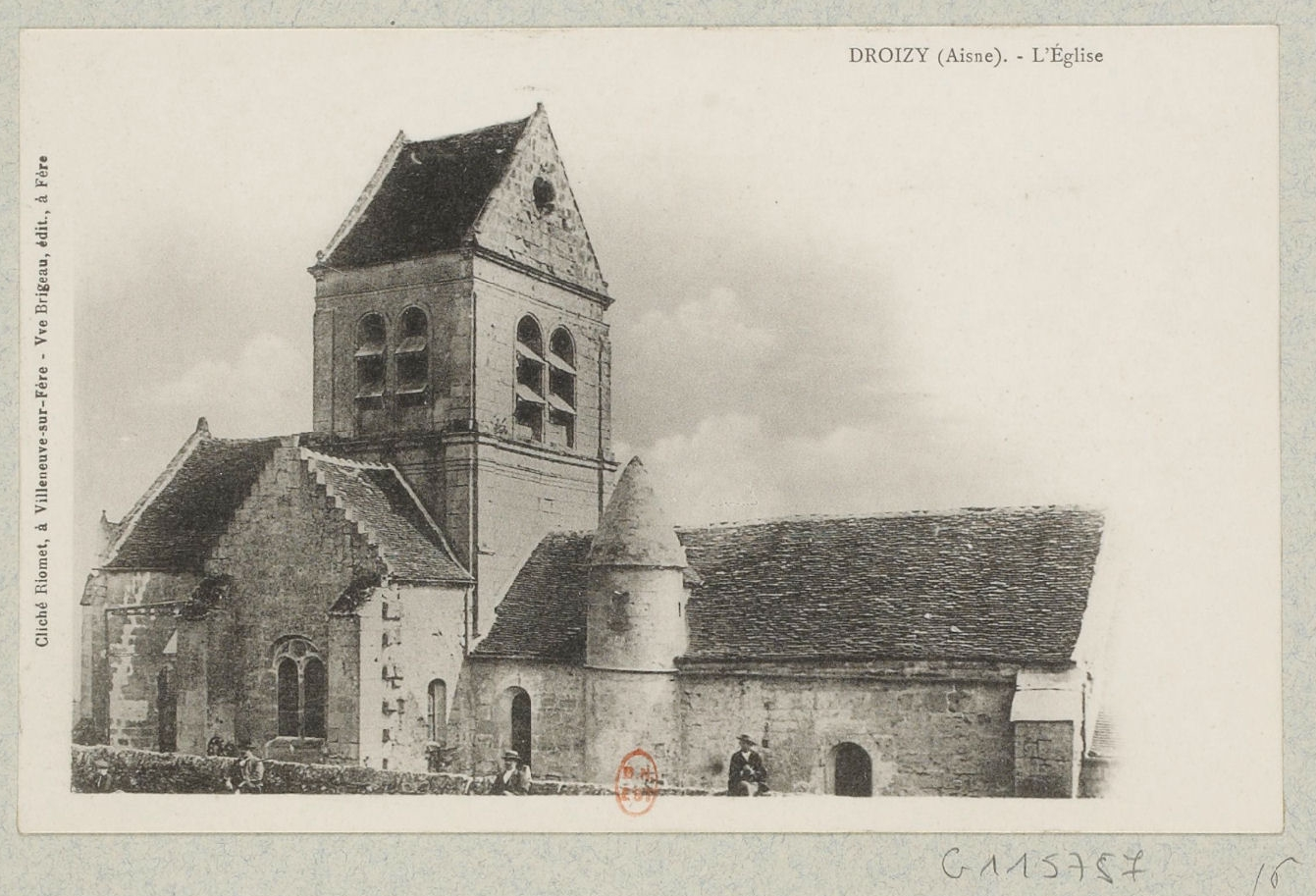
Carte postale de l'église vers 1910.
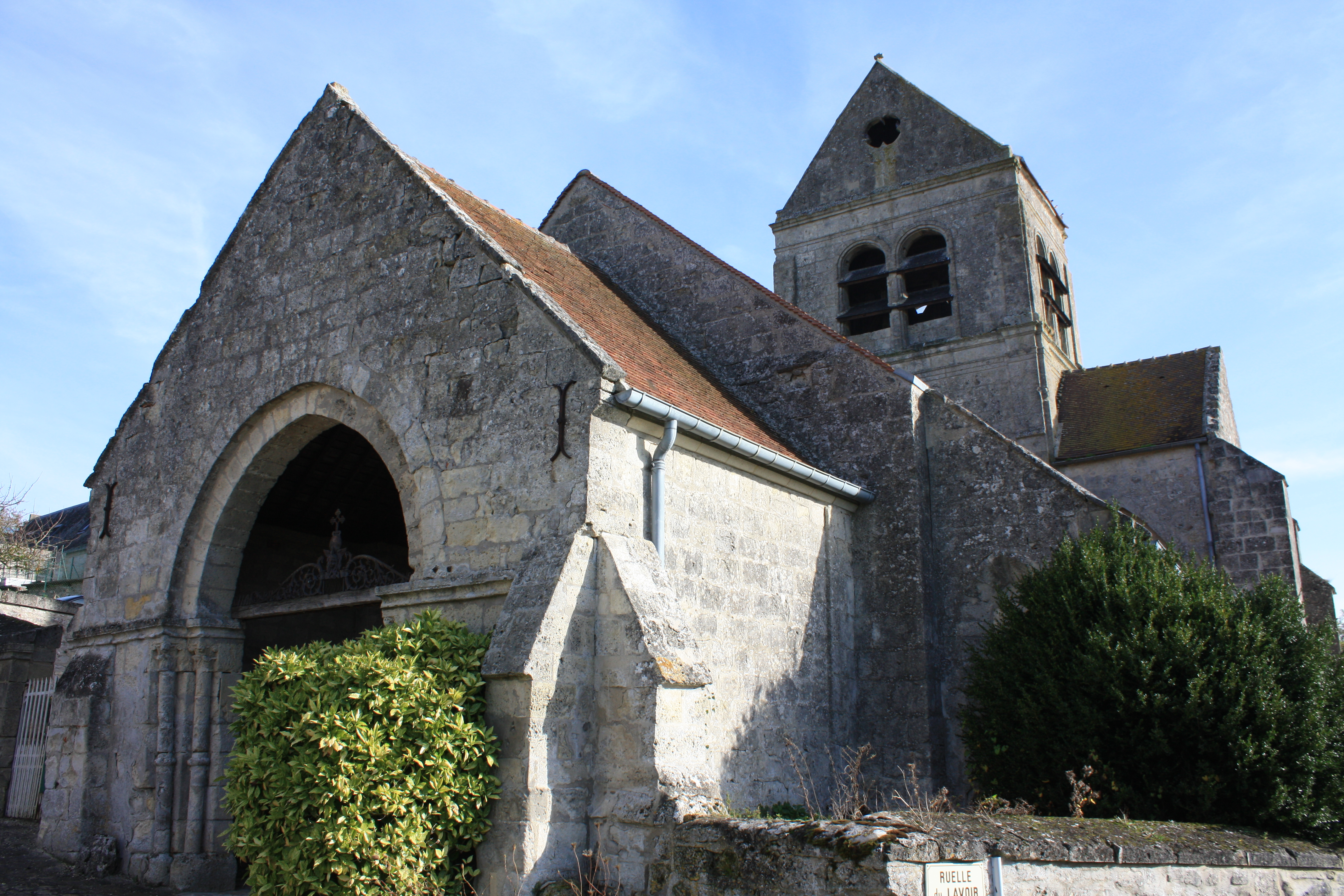
Église Saint-Rémi.
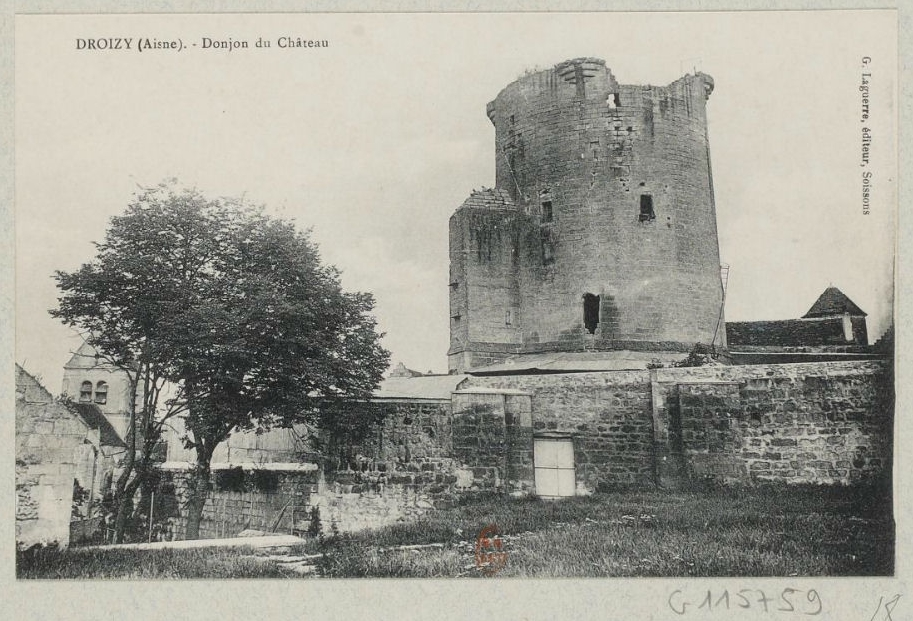
Carte postale du donjon vers 1910.

### Personnalités liées à la commune
- Jean Doyen, maréchal, demeurant à Droizy[30].

## Pour approfondir